# Доор, Антон
Антон Доор (в России Антон Андреевич Доор, нем. Anton Door; 20 июня 1833, Вена — 7 ноября 1919, там же) — австрийский пианист и музыкальный педагог.

## Биография
Ученик Карла Черни, изучал также теорию музыки под руководством Симона Зехтера.
С 1850 года гастролировал по Германии и Италии, затем был придворным пианистом в Стокгольме.
В 1866—1869 гг. профессор Московской консерватории, коллега Петра Чайковского, посвятившего Доору Вальс-каприс Op. 4 (1868).
В 1869 году вернулся в Вену и, завершив исполнительскую карьеру, до 1901 года преподавал в Венской консерватории; в Вене принадлежал к ближайшему окружению Иоганнеса Брамса, с которым познакомился в 1855 году во время гастролей в Данциге и позднее сдружился, а в 1903 году опубликовал о нём мемуарный очерк.
Среди его учеников, в частности, Александр фон Цемлинский, Павел Пабст, Рубин Голдмарк, Эмануэль Моор, Карл Вайгль, Фриц Штайнбах. Редактировал издание фортепианных сочинений Франца Шуберта.